# Didier Boube
Didier Boubé (Vichy, 13 de fevereiro de 1957) é um ex-pentatleta francês. 

## Carreira
Didier Boubé representou seu país nos Jogos Olímpicos de 1984 e 1972, na qual conquistou a medalha de bronze, por equipes. 